# Myrmotherula longipennis
A Myrmotherula longipennis a madarak osztályának verébalakúak (Passeriformes) rendjébe és a hangyászmadárfélék (Thamnophilidae) családjába tartozó faj.

## Rendszerezése
A fajt August von Pelzeln osztrák ornitológus írta le 1868-ben. Egyes szervezetek a Myrmopagis nembe sorolják Myrmopagis longipennis néven.

## Alfajai
- Myrmotherula longipennis garbei H. Ihering, 1905
- Myrmotherula longipennis longipennis Pelzeln, 1868
- Myrmotherula longipennis ochrogyna Todd, 1927
- Myrmotherula longipennis paraensis (Todd, 1920)
- Myrmotherula longipennis transitiva Hellmayr, 1929
- Myrmotherula longipennis zimmeri Chapman, 1925[1]

## Előfordulása
Dél-Amerikában, az Amazonas-medencében, Bolívia, Brazília, Ecuador, Francia Guyana, Guyana, Kolumbia, Peru, Suriname és Venezuela területein honos. Természetes élőhelyeI a szubtrópusi vagy trópusi síkvidéki esőerdők és mocsári erdők. Állandó, nem vonuló faj.

## Megjelenése
Testhossza 11 centiméter, testtömege 8-10 gramm.

## Életmódja
Rovarokkal és pókokkal táplálkozik.

## Természetvédelmi helyzete
Az elterjedési területe rendkívül nagy, egyedszáma pedig stabil. A Természetvédelmi Világszövetség Vörös listáján nem fenyegetett fajként szerepel.